# Ivan Serpentinšek
Ivan Serpentinšek je izmišljena oseba, ki jo je igral oziroma oponašal slovenski igralec in imitator, zdaj politik, Marjan Šarec. Doma naj bi bil z vzhoda Gorenjske, zato govori v gorenjskem narečju. Ima ženo, katere ime nam ni znano in sina Mira  - igra ga Tilen Artač - ki je od očeta podedoval vse vrline in spretnosti. Serpentinškov lik naj bi bil podoba stereotipnega domžalsko-kamniškega Slovenca, preprostega človeka, ki je mojster za vse, od kmeta, do delavca, obrtnika, če je treba priskoči na pomoč raznim cestnim delavcem, uredi prometne zamaške, skratka praktičen človek, ki mu je cilj, da stvari delujejo čim manj zapleteno in učinkovito. Pri tem so mu v pomoč razno orodje, kmetijski priključki, najbolj pa se poistoveti z unimogom, univerzalnim tovornjačkom -delovnim strojem, ki je že sam po sebi sinonim za univerzalnost.
Njegov odnos z ljudmi je precej neposreden, človeku pove, kar mu gre, hitro se ujezi, za kulturno obnašanje mu včasih zmanjka smisla, nasploh pa neprenehoma izraža svojo nezadovoljnost do vsega opravljenega dela, s katerim se sreča, do neorganiziranosti, birokracije, potratnosti ... Serpentinška bi lahko opisali kot nenehnega nergača. Njegovi nazori so precej preprosti, spoštuje le praktično delo in ne kakšne visoke znanosti oziroma filozofiranja, pa tudi politike ne, o ženskah pravi, da »baba, to j' tko k' šporget - sam' da je! De b' jo pa okol vleku, pa ni glih.«
Posebno poglavje so njegove šale, ki jih ne razume nihče razen njega in niso niti približno podobni klasičnim šalam. Tipična njegova šala je videti tako: Sta bla dva. Pa prav taprv: »Ti,...« (kakor bi hotel nadaljevati) Pa prav tadruh: »Js,...« Vha, vha, vha, vha.... Vsaki šali sledi njegov značilen smeh.
Samo ime (Serpentinšek - tisti, ki ne mara serpentin ali je oster kot kača (serpent)) si je izmislil Sašo Hribar, njegove karakteristike pa so plod Marjanovih dodelav, a niso povsem izmišljene. Kakor je povedal Šarec, temelji lik Serpentinška na resničnih ljudeh iz ruralnega okolja, od koder je tudi sam doma in se je  pogosto z njimi srečeval. Dejal je, da je Serpentinšek njegov drugi jaz, je lik, ki dopušča vse ter da je Serpentinšek doma v vsakem izmed nas. Od vseh likov, ki jih je Šarec imitiral, je imel najraje ravno Serpentinška, ker je neposreden. Kot je dejal, je lahko prek njega povedal stvari, ki si jih sicer ne bi upal.